# Henriette Philippine Zimmer

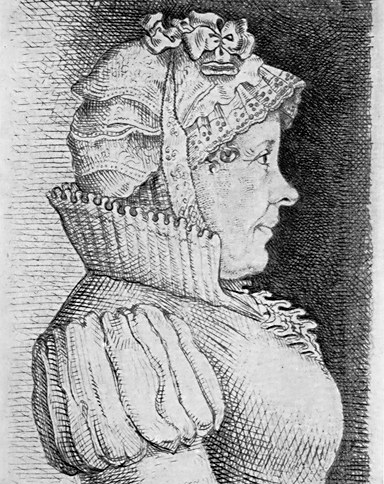
Henriette Zimmer (Zeichnung ihres Neffen Ludwig Emil Grimm)

Henriette Philippine Zimmer (* März 1748; † 15. April 1815 in Kassel) war die ältere Schwester von Dorothea Grimm, der Mutter der Brüder Grimm und Hofdame der Landgräfin Wilhelmine Karoline von Hessen-Kassel. Nach dem frühen Tod ihres Schwagers 1796 und auch später nach dem Tod ihrer Schwester übernahm sie eine wichtige Rolle im Leben ihrer Neffen, der Brüder Grimm.

## Leben und Wirken

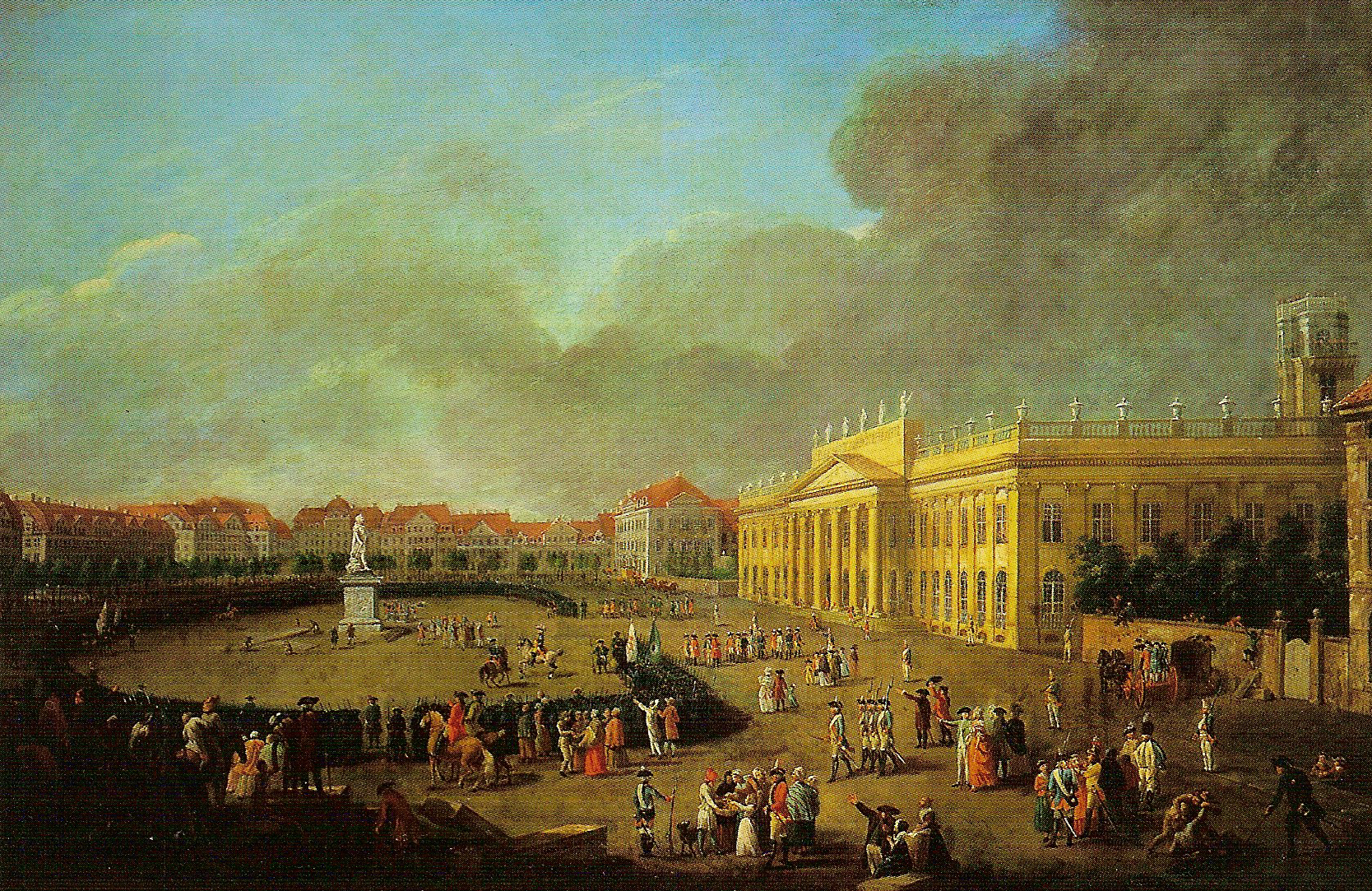
Stadtbild der Residenzstadt Kassel im Jahr 1783 (Friedrichsplatz, rechts das Fridericianum)

### Frühes Leben (1748–1798)
Henriette Philippine Zimmer war die Tochter von Johann Hermann Zimmer (1709–1798) und Anna Elisabeth Zimmer, geborene Boppo (1718–1792). Sie war Vertraute und wurde Hofdame der Landgräfin, die als Ehefrau des Landgrafen und späteren Kurfürsten Wilhelm IX./I. schon bald durch Mätressen abgelöst wurde.
Nach dem frühen Tod von Philipp Wilhelm Grimm (1735–1796), der seine Witwe und ihre sechs überlebenden Kinder, darunter Jacob (1785–1863), Wilhelm (1786–1859) und Ludwig Emil Grimm (1790–1863), auch wirtschaftlich hart traf, sorgte Henriette Philippine Zimmer fortan für eine finanzielle Absicherung der Familie Grimm und ermöglichte später den Brüdern Grimm deren Schulausbildung und Studium.

### Finanzielle Sorge für die Familie Grimm (1796)
Im Januar 1796, wenige Tage nach dem Tod des Vaters, wandte sich Jacob Grimm brieflich an seine Tante, mit der Bitte, sich der Familie, ihm und seiner Geschwister anzunehmen. Henriette Philippine Zimmer erwirkte daraufhin, bereits drei Tage nach Erhalt des Bittbriefes,  bei der Landgräfin, dass ihre Schwester Dorothea Grimm von der Kabinettskassen-Direktion eine jährliche Pension in Höhe von 100 Gulden Frankfurter Währung erhielt, mit dem Ziel, den Lebensstandard der Familie Grimm nach dem Tode des Vaters einigermaßen zu sichern.

### Sorge für Ausbildung der Brüder Grimm (1798–1805)
Nachdem die finanzielle Situation durch den Tod der im Familienverband der Grimms lebenden Tante Juliane Charlotte Friederike Grimm (seit 1785 verwitwete Schlemmer), die die Familie finanziell unterstützt hatte, erneut schwierig wurde, fiel Henriette Philippine Zimmer, die in gesicherten Verhältnissen lebte, die Aufgabe zu, die Sorge für die Ausbildung der Brüder Grimm in ihre eigenen Hände zu nehmen. Fortan sorgte sie bis zu ihrem Tod für eine solide Ausbildung der Kinder.
Ende Juni 1798 reiste sie zu diesem Zweck nach Steinau an der Straße, um mit Dorothea Grimm und dem Großvater mütterlicherseits, Johann Hermann Zimmer (1709–1798), der offiziell als Vormund der Brüder Grimm fungierte, die Details einer Übersiedelung der Brüder Grimm nach Kassel zu besprechen.
Ende September 1798 holte Henriette Philippine Zimmer die beiden Brüder schließlich zu sich nach Kassel, um dort für sie zu sorgen und sie aufs Lyzeum zu schicken.
Da sie selbst im Haushalt der Landgräfin im Stadtschloss oder im Wilhelmshöher Schloss wohnte und über keinen eigenen Hausstand verfügte, brachte sie die Brüder in der Familie von Abraham Vollbrecht, einem landgräflichen Mundschenk und Hofkoch, in Kassel unter. Vollbrecht und seine Frau nahmen die Brüder Grimm als Kostgänger auf und stellten den Brüdern eine kleine Stube zum Lernen zur Verfügung. Die Kosten für Kost und Logis übernahm fortan Henriette Philippine Zimmer. Ihre Unterstützung war dabei „von der reinsten, aufopfernden Liebe“ geprägt.

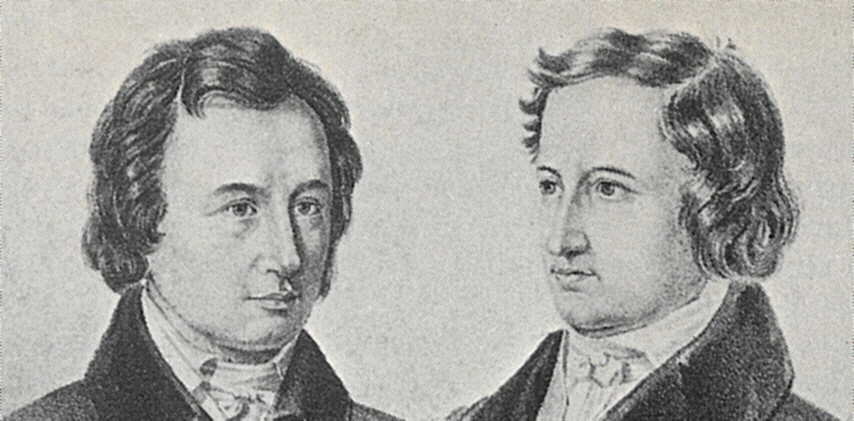
Die Brüder Grimm (links Wilhelm Grimm, rechts Jacob Grimm)

1802 ging Jacob Grimm zum Studium nach Marburg, Wilhelm folgte ihm 1803. Henriette Philippine Zimmer half den Brüdern auch in ihrer Studienzeit, indem sie z. B. die Kosten für die Miete und das Büchergeld übernahm.
Insbesondere für Jacob Grimm wurde Henriette Philippine Zimmer eine wichtige Ratgeberin und Vertraute für den Fortgang seines Studiums und seiner späteren Berufslaufbahn. Zum Jahreswechsel 1804/1805 wandte sich Jacob Grimm brieflich an seine Tante, mit der Bitte, ihm das Einverständnis für seinen Auslandsaufenthalt bei Savigny in Paris zu erteilen. Kurz vor Ende seines Studienaufenthalts in Paris weihte Jacob Grimm Henriette Philippine Zimmer brieflich in seinen persönlichen Konflikt ein, ob er sich in Zukunft weiter seinen Studien widmen sollte oder nicht doch aus finanziellen Gründen gezwungen sei, sich eine Anstellung zu suchen.
Mehrmals setzte sich Henriette Philippine Zimmer durch Vorsprache bei der Kurfürstin dafür ein, dass ihre beiden „Neveus“ Stellen am kurfürstlichen Hof erhalten sollten. Durch briefliche Ratschläge und finanzielle Unterstützung half sie auch ihrer Nichte Charlotte Grimm, als diese nach dem Tod der Mutter den Brüdern Grimm den Haushalt führte.

### Spätes Leben (1806–1815)
Die Brüder Grimm hielten auch nach Abschluss ihres Studiums brieflich und persönlich Kontakt zu ihrer Tante. Ende Juli 1807 reiste Wilhelm Grimm nach Gotha, um die Tante Zimmer bei der Kurfürstin Karoline von Hessen-Kassel zu besuchen, die vor den Franzosen zu ihrer in Gotha verheirateten jüngsten Tochter geflohen war. Jacob Grimm traf die Tante 1813 nach dem Ende der Völkerschlacht bei Leipzig in Leipzig wieder.
Philippine Henriette Zimmer starb unerwartet am 15. April 1815 nach einem, zunächst ungefährlich scheinenden, Katarrhfieber. Für die Brüder Grimm war der Tod der „Tante Zimmer“, die sie während ihrer Gymnasial- und Studienzeit in Kassel und Marburg so viel unterstützt hatte, ein persönlich sehr schmerzliches Ereignis. Jacob Grimm, der zu seiner Tante immer ein inniges, zärtliches Verhältnis hatte, traf der Tod der Tante besonders schwer.

## Bedeutung
Die historisch-biografische Forschung konzentrierte sich lange Zeit zumeist auf die Erfassung, Betrachtung und Bewertung des geschichtlichen Kontextes und der faktischen Lebensgeschichte der von ihr „untersuchten“ Personen, meist bedeutenden Persönlichkeiten. Inzwischen nimmt sie zunehmend auch das familiäre, soziale und intellektuelle Umfeld mit in den Blick. Dabei wird den verwandtschaftlichen Netzwerken und den Lebensstilen sowohl von unmittelbaren Bezugspersonen, wie auch von „Wegbegleitern“ (Völter u. a.), wie z. B. entferntere Verwandte, Lehrer, Förderer und Gönner, inzwischen eine weitaus größere Bedeutung als bisher für die persönliche Entwicklung der Untersuchungspersonen zugestanden.
Hierzu haben unter anderem Forschungsentwicklungen in der Soziologie beigetragen, in der sich die Bereiche Biografieforschung und Lebenslaufsoziologie damit beschäftigen.
Inzwischen spricht auch die Grimm-Forschung dem milieuspezifischen und familiären Umfeld der Brüder Grimm große Bedeutung zu. So wird z. B. der Briefwechsel von Jacob und Wilhelm Grimm mit ihren älteren Verwandten (Mutter, Großvater Zimmer, Tante Zimmer, Vater, Tante Schlemmer) seit 1986 von der Arbeitsstelle Grimm-Briefwechsel an der Berliner Humboldt-Universität zusammengetragen, editiert und herausgegeben.
Dieser umfangreiche Briefwechsel umfasst die Jahre 1787 bis 1813, in denen die Brüder Grimm ihre entscheidenden Prägungen erfuhren.